# 海登 (阿拉巴马州)
海登（英文：Hayden），是美国阿拉巴马州下属的一座城市。面积约为1.12平方英里（约合2.9平方公里）。根据2010年美国人口普查，该市有人口444人，人口密度为396.43/平方英里（约合153.1/平方公里）。